# Carcinops tejonica
Carcinops tejonica är en skalbaggsart som först beskrevs av Horn 1873.  Carcinops tejonica ingår i släktet Carcinops och familjen stumpbaggar. Inga underarter finns listade i Catalogue of Life.